# Galapagia
Galapagia es un género de mantis (insecto del orden Mantodea) de la familia Thespidae. Es originario de América.

## Especies
Contiene las siguientes especies:
- Galapagia amazonica
- Galapagia peruana
- Galapagia solitaria